# Studio 7 & Projecta
Studio 7 & Projecta was een filmclub voor studenten aan de KU Leuven die bestond tussen 1955 en 1970. De filmclub had tot doel de kwaliteit van het commerciële filmaanbod in Leuven te verbeteren. Het was de fusie van twee studenteninitiatieven die leidde tot de officiële oprichting van de vzw Studio 7 & Projecta. Centrum voor Filmstudie te Leuven. De filmclub zorgde voor een opwaardering van de programmering in de Leuvense filmzalen, een traditie die na het einde van Projecta voortgezet is door de Leuvense afdeling van De Andere Film, het Studentencentrum ’t Stuc, de Studio Filmtheaters van cinema-exploitant Jos Rastelli, Kunstencentrum STUK en uiteindelijk door Cinema ZED. Merkwaardig waren vooral ook de ambachtelijk gemaakte filmaffiches, zeefdrukken van twee jonge grafici waarmee Projecta de films aan de universiteit en in stad aangekondigde.

## Voorgeschiedenis
Rechtenstudent Jos Machiels (1930-2017) wilde in een van de vele Leuvense cinemazalen andere en betere films vertonen uit het niet-commerciële circuit. Hij sloot een overeenkomst met Cinema Monty in de Diestsestraat om een paar keer per week een "betere" film te programmeren. Die filmclub gaf hij de naam Projecta en deze stond open voor leden.  
Naast dat studenteninitiatief was er in kringen van de Katholieke Actie-beweging (Hoogstudenten Verbond voor Katholieke Actie) aan de KU Leuven ook een groep jonge studenten die vonden dat film ook als een kunstvorm kon worden beschouwd en dat “betere” films het intellectuele en culturele niveau van de studentengemeenschap moesten kunnen verhogen. Die groep bestond onder andere uit geneeskundestudent André Gobin en de rechtenstudent Frank Swaelen en  Mark Grammens. Dat alles geïnspireerd door de ideeën van hoogleraar en filosoof Albert Dondeyne (1901-1985) en de geschriften van hoogleraar en filosoof  Alphonse De Waelhens (1911-1981)  die pleitten voor een openheid van de (Katholieke) kerk tegenover nieuwe maatschappelijke fenomenen, een openheid op de wereld en  voor film als kunstvorm. Ze wilden met een “studiekring” over film beginnen en gaven hun initiatief de naam “Studio 7”, een verwijzing naar het bestuderen van het fenomeen film en de 'nummernaam' van die zevende kunst.

## Studio 7 & Projecta
In 1955 vonden beide groepen mekaar en werkten samen aan een nieuw project. Gezamenlijk richtten ze een vzw op onder de naam "Studio 7 & Projecta. Centrum voor Filmstudie te Leuven”. Volgens de statuten was haar doel de filmkultuur aan de universiteit te verspreiden en de filmwetenschap te bevorderen.” Bij de stichtende leden waren niet enkel hogergenoemde initiatiefnemers maar ook een aantal studenten, later bekende figuren in het Vlaamse maatschappelijk leven zoals Edward Leemans, Antoon Vergote en André Vandenbunder.
In 1962 konden ze hun filmvertoningen organiseren in de gloednieuwe feestzaal van het pas opgerichte Huis der Vlaamse Leergangen  in Leuven.  En er kwam een nieuw logo. Tot dan hadden ze in de Monty al films gedraaid die ze bij de toenmalige Brusselse filmdistributeurs zoals Progrès haalden. Daar waren de films bij van o.a. het Italiaanse realisme, Franse Nouvelle Vague en tal van Oost-Europese filmregisseurs.
Voor de programmering zorgden opeenvolgende generaties van cinefiele studenten, onder wie Luc Isebaert, Paul Tanghe, Georges Vereecke, Frans Lefever, Dirk Lauwaert, Joannes Vanheddeghem en Alfons Vansteenwegen. Velen van hen schreven ook filmkritieken in het studentenweekblad van het HVKA, Universitas . Het bleef een studentenorganisatie met elk academiejaar nieuwe medewerkers. De laatste Projecta-generatie zocht een ander koers te varen, minder “art-house films” te programmeren, té elitair vonden ze. )  De grote Leuvense cinema’s hadden ondertussen hun filmaanbod aangepast en brachten ook  de “betere” films. Projecta trok minder volk, had minder inkomsten en werkte samen met de Ciné-club van het Centre Internationale des Etudiants Etrangers. Hun  films werden voortaan vertoond in het Vesalius Auditorium van de Faculteit Sociale Wetenschappen. Die nieuwe richting bleek geen succes, het betekende ook de teloorgang van de filmclub en het feitelijke einde viel samen met het einde van het academiejaar  1969-1970. De vzw  is pas “ambtshalve”  ontbonden in 2024. 

## Filmaffiches
Vanaf 1962 werden ook twee jonge kunstenaars ingeschakeld om originele filmaffiches te maken die duidelijk moesten afwijken van de vaak schreeuwerige affiches uit het commerciële circuit. Onder de noemer "Studio Vanderwildt - Guust" ontwierpen en maakten Gust Duchateau (1944) en Frans Vanderwildt (1941-1986) die kunstige zeefdrukaffiches. Zij ontwierpen ook het nieuwe logo voor Projecta. De affiches werden bekroond op de filmposterexpo van het Filmfestival van Karlovy Vary (Tsjechië) in 1964. Een selectie van die  teruggevonden zeefdrukken en ander documentatiemateriaal over de geschiedenis van Projecta is in 2022 tentoongesteld in het Leuvense hoofdkantoor van de CERA. En dat was op de plek waar het afgebroken Huis der Vlaamse Leergangen stond. Daar huisde ook de filmclub Projecta. Symbolischer kon niet. Curators van de expo waren Roger Creyf en Paul Tanghe. In de catalogus staan veertig van die filmaffiches afgebeeld. Nadien zijn nog een vijftigtal zeefdrukken opgedoken, lange tijd bewaard door Michel Stroobants. De hele teruggevonden collectie, een honderdtal, wordt in bewaring gegeven aan de afdeling "Museum en Archief van de Vlaamse Studenten” van de Leuvense universiteitsbibliotheek.  